# Jomblang (Takeran)
Jomblang is een bestuurslaag in het regentschap Magetan van de provincie Oost-Java, Indonesië. Jomblang telt 1667 inwoners (volkstelling 2010).